# آندرئا سلا
آندرئا سلا (انگلیسی: Andrea Sella؛ زادهٔ ۱۹۶۱) شیمی‌دان ایتالیایی-بریتانیایی و استاد شیمی معدنی کالج دانشگاهی لندن است. وی پژوهش‌هایی در زمینهٔ عناصر کمیاب زمین انجام داده و از شاگردان مالکوم گرین بوده‌است.
از فیلم‌ها یا برنامه‌های تلویزیونی که وی در آن نقش داشته‌است، می‌توان به شیمی: تاریخچه‌ای لطیف و قفس میمون نامتناهی اشاره کرد.
وی در سال ۲۰۱۰ نامزد دریافت جوایز تلویزیونی آکادمی بریتانیا شد.